# Tahira Tahirova
Tahira Akbar qizi Tahirova (Aserbaidschanisch: Tahirə Əkbər qızı Tahirova; * 7. November 1913 in Baýramaly, Russisches Kaiserreich, heute in Mary welaýaty, Turkmenistan; † 26. Oktober 1991 in Baku) war eine Politikerin der Aserbaidschanischen Sozialistischen Sowjetrepublik und war zwischen 1959 und 1983 Außenministerin.

## Biografie
Nach dem Schulbesuch studierte sie am Aserbaidschanischen Industrieinstitut und schloss dieses Studium 1935 mit der Graduierung ab und war damit die erste aserbaidschanische Frau in der Erdölindustrie die einen akademischen Grad nach einer Hochschulausbildung verliehen bekam.
1940 wurde sie zur Direktorin des Institutes für wissenschaftliche Forschungen (Azərbaycan Neft Elmi-Tədqiqat İnstitutuna), ehe sie 1942 Mitarbeiterin des Zentralkomitees (ZK) der Aserbaidschanischen Kommunistischen Partei (Azərbaycan Kommunist Partiyası) und war dort verantwortlich für die zeitnahe Lieferung von Ölvorräten an die Rote Armee und damit zur Sicherung der Kampfhandlungen während des Zweiten Weltkrieges.
1949 wurde sie selbst Dozentin für die Erschließung und Entwicklung von Erdölquellen an der Aserbaidschanischen Staatlichen Ölakademie und erwarb dort 1953 selbst einen Philosophiae Doctor (Ph.D.).
1954 wurde sie zunächst Vorsitzende des Rates des Gewerkschaftsverbandes und war anschließend von 1957 bis 1959 Vorsitzende des Rates für Wissenschaft und Technologie beim Ministerrat der Aserbaidschanischen SSR.
1957 wurde sie zugleich als Nachfolgerin von Mahmud Aliyev zur Außenministerin ernannt, konnte dieses Amt allerdings erst nach Beendigung ihres Studiums an der Diplomatischen Akademie des Außenministeriums der Sowjetunion 1959 antreten.
Zunächst war sie als Außenministerin auch seit 1963 Stellvertretende Vorsitzende des Ministerrates, ehe sie auf eigenen Wunsch 1968 von dieser Zusatzaufgabe entbunden wurde und sie ausschließlich für die auswärtigen Angelegenheiten der Sowjetrepublik zuständig war. In ihrer Funktion als Außenministerin gehörte sie kraft Amtes auch zu den Delegationen der UdSSR bei den Generalversammlungen der Vereinten Nationen und war außerdem Leiterin der Beobachtungs- und Friedensmission der Sowjetunion während des Ersten Golfkrieges zwischen 1980 und 1983.
Am 23. November 1983 folgte ihr mit Elmira Gafarova eine weitere Frau als Außenministerin der Aserbaidschanischen SSR.
Für ihre Verdienste wurde sie mehrfach ausgezeichnet und erhielt für ihre besonderen Leistungen im auswärtigen Dienst der Sowjetunion 1976 den Orden der Völkerfreundschaft. Darüber hinaus wurde ihr der Orden des Roten Banners der Arbeit, der Leninorden und das Ehrenzeichen der Sowjetunion verliehen.
Nach ihrem Tod wurde sie auf dem Ehrenfriedhof Fəxri Xiyaban in Baku beigesetzt.